# 革命阿迪瓦西妇女组织
革命阿迪瓦西妇女组织（Krantikari Adivasi Mahila Sangathan，缩写为KAMS）是印度一个被禁的妇女组织。是阿迪瓦西妇女组织（Adivasi Mahila Sanghathana）的继承者。1986年，毛派奠定了AMS的基础。

## 概述
在印度，KAMS注册成员的数量约为9万人，在登记成员人数方面，这一数字位居印度人数最多女性组织之列。但是2011年拉胡尔·潘迪塔称，KAMS的成员估计大约有10万人。
KAMS的工作重点是解决妇女面临的各种社会问题。KAMS的成员反对社会上对妇女的邪恶做法，比如绑架妇女，强迫她非自愿结婚，一夫多妻制，诸如此类。该组织的成员也反对阿迪瓦西的传统，即强迫妇女远离村庄，在月经期间在森林中避难。成员们也反对他们社区中的父权思想。在丹达卡冉亚，阿迪瓦西男子不允许妇女在田间播种，但是当KAMS成员与印度共产党（毛主义）接触时，该党举行了会议（与阿迪瓦西人）讨论这个问题。 在会议期间，阿迪瓦西人承认了错误，并决定不进行这种活动，但他们尚未实行决议。但是，印共（毛）已经确保妇女可以播种、种植蔬菜和“在共同土地上建造检查水坝，这些土地属于人民政府（Jantana Sarkar）”。
在巴斯塔县，KAMS成员聚集了数百人，强调警方的暴行，而且有几千次出席人数已达数千人，以便“物理上对抗”警察。
阿蘭達蒂·羅伊写道：“KAMS存在的事实已经从根本上改变了传统态度，并缓解了许多传统形式的对妇女的歧视。”KAMS的一名高级工作人员告诉阿蘭達蒂·羅伊，在被萨尔瓦·朱达姆（Salwa Judum）成员“残忍的性残割”和强奸之后，该组织的一些成员离开KAMS，加入了印共（毛）。一些女孩，她们不是KAMS成员，但她们目睹了萨尔瓦·朱达姆（Salwa Judum）成员对KAMS成员的暴行，也加入了毛派。
KAMS的成员还处理强迫迁移和其它政治问题。罗伊说，KAMS也一直反对在丹达卡冉亚采矿。

## 法律地位
据报道，KAMS是印度共产党（马列）人民战争的掩护组织，因此被取缔。罗伊表示，印度政府可以随时“擦掉”该组织的所有9万名成员。她写道：“我带着非常坚定的偏见。在武装斗争中，妇女处于暴力的接收端。但是我的错误想法被消除了。我看到48％的游击队员都是女性。她们成为游击队员，因为看到她们的母亲和姐妹被强奸，房屋被烧毁，或逃离她们社会的父权制。革命阿迪瓦西妇女组织（恰蒂斯加尔邦的一个女性组织）拥有9万名成员，可能是印度最大的女权主义运动。但他们都被称为恐怖分子并易被射击。”